# Say "I love you".
Say "I love you". (яп. 好きっていいなよ。 Суки-ттэ ии на ё., букв. Скажи: «Я тебя люблю») — манга Канаэ Хадзуки, выходящая в журнале Dessert с апреля 2008 года.
Аниме-адаптация, созданная компанией ZEXCS, выходила с 6 октября по 30 декабря 2012 года.
На обложке 11 тома манги в 2013 году был анонсирован выход полнометражного игрового фильма. Режиссёром и сценаристом фильма стала Асако Хюга. Харуна Кавагути и Сота Фукуси сыграли роли главных героев Мэй Татибаны и Ямато Куросавы. Премьера фильма в Японии состоялась 12 июля 2014 года. Основной музыкальной темой для него стала песня «Happily» группы One Direction.

## Сюжет
Мэй уже 16, но у неё ещё нет парня. Да что там, у неё и друзей никогда не было. Всё время одна, поэтому не удивительно, что над ней насмехались и то и дело «шутили». Но и ангельскому терпению приходит конец. Однажды Мэй наказала своего главного обидчика, ударив его. Вот только спутала немного, и вместо плохого парня удар принял его лучший друг, а по совместительству идол школы Ямато Куросава. Необычное поведение девушки тут же разбудило в нём интерес, да такой, что Ямато спас Мэй от сталкера с помощью поцелуя. Однако у Ямато много друзей и фанаток, не желающих принимать Мэй в свой круг и девушке придётся постараться, прежде чем она сможет сказать Куросаве «Я тебя люблю».

## Персонажи
Мэй Татибана (яп. 橘 めい Татибана Мэй) — в детстве Мэй была очень общительной, но не смогла найти себе настоящих друзей. А те, кого она считала таковыми, предали её, оставив глубокий след в её сердце. Поэтому Татибана закрылась от всех, боясь, что её снова предадут. К старшим классам девушка стала совсем асоциальной. Ни с кем не разговаривала и всегда ходила мрачная. Очень любит кошек, старается пристроить бездомных котят. У неё есть кот Зефир.
Сэйю: Ай Каяно
Ямато Куросава (яп. 黒沢 大和 Куросава Ямато) — идол школы. Его лучший друг как-то обратил внимание на нелюдимую Татибану, над которой так весело «подшучивать». Однако именно в тот день Мэй шутки не оценила и ударила обидчика. Правда, Мэй не поняла, кто же дёрнул её за юбку, и наказание досталось Ямато. Позднее, объяснив всё Мэй и дав ей номер своего телефона, Куросава был немало удивлён, что в тот же день Мэй попросила его о помощи — её преследовал маньяк. И постепенно Ямато влюбляется в Мэй. Очень любит кошек.
Сэйю: Такахиро Сакураи
Асами Ойкава (яп. 及川 あさみ Ойкава Асами) — одноклассница Мэй, которая стала её подругой. Комплексует по поводу своей большой груди. Ненавидит людей, которые в первую очередь обращают внимание на её формы. Однако она всё же ждёт своего принца, который защитит её. Именно поэтому её идеал — Ямато, ведь в средней школе он был единственным, кто относился к ней нормально и заступался за неё.
Сэйю: Риса Танэда
Кэндзи Наканиси (яп. 中西 健志 Наканиси Кэндзи) — одноклассник Мэй, что то и дело подшучивал над ней. Лучший друг Ямато. Влюблён в Асами.
Сэйю: Нобунага Симадзаки
Айко Муто (яп. 武藤 愛子 Муто: Айко) — одноклассница Мэй, дерзкая и несдержанная на слова и выражения. Стала такой из-за своего первого парня, который изменил ей, несмотря на то, как она старалась нравиться ему. Влюбилась в Ямато, который поддержал её в этот трудный момент и помог своеобразно отомстить. После всего пережитого стремительно похудела и стала настоящей красавицей, однако лишь немногим она готова показать оставшиеся на животе растяжки. Позже всё же подружилась с Мэй, помирив её с Ямато.
Сэйю: Юми Утияма
Масаси Татикава (яп. 立川 雅司 Татикава Масаси) — любовник Айко, которому она нравилась ещё до того, как похудела. Ему единственному она показала, как отразилось похудение на её теле.
Какэру Хаякава (яп. 早川 駆流 Хаякава Какэру) — одногодка Ямато и Мэй. Чтобы добиться популярности, заводит всё новые и новые романы.
Тихару (яп. 千晴 Тихару) — друг детства Какэру. Она всегда заботится о нём. Боится признаться себе, что сильно любит Хаякаву, ведь тогда они перестанут быть друзьями.
Мэгуми Китагава (яп. 北川 めぐみ Китагава Мэгуми) — начинающая модель, которая перевелась в школу Ямато и Мэй. На деле влюблена в Ямато и пытается его заполучить. Играет перед своими фанатами милую девушку, потому что боится, что её вновь, как в детстве, будут считать уродливой. Из-за таких воспоминаний не общается с матерью и живёт одна.
Сэйю: Минако Котобуки
Кай Такэмура (яп. 竹村 海 Такэмура Кай) — в средней школе был мальчиком для битья. Единственным, кто с ним общался, был Ямато. Целый год готовя свою месть обидчикам, он поступил в старшую школу, когда Ямато и Мэй перешли на второй год обучения. Являлся постоянным посетителем пекарни, где работает Мэй, подружился с ней и постепенно влюбился. Обожает парк развлечений Лэнд.
Сэйю: Томоаки Маэно
Наги Куросава (яп. 黒沢 凪 Куросава Наги) — младшая сестра Ямато. Поначалу невзлюбила Мэй. Однако её история очень похожа на ту, что произошла и с Мэй в младшей школе, поэтому Наги смогла с ней подружиться. Прекрасна в рукоделии и готовке.
Дайти Куросава (яп. 黒澤 大地 Куросава Дайти) — старший брат Ямато.